# Dacryobolus costratus
Dacryobolus costratus är en svampart som först beskrevs av Rehill & B.K. Bakshi, och fick sitt nu gällande namn av S.S. Rattan 1977. Dacryobolus costratus ingår i släktet Dacryobolus och familjen Fomitopsidaceae.   Inga underarter finns listade i Catalogue of Life.